# NHL 1968/69
Die NHL-Saison 1968/69 war die 52. Spielzeit in der National Hockey League. 12 Teams spielten jeweils 76 Spiele. Den Stanley Cup gewannen die Montréal Canadiens nach einem 4:0-Erfolg in der Finalserie gegen die St. Louis Blues. Bisher war es keinem Spieler gelungen, über 100 Punkte in einer Saison zu erzielen. Einige waren knapp gescheitert, doch in diesem Jahr waren es gleich drei Spieler, die diese Hürde meisterten. Während es die beiden alten Haudegen Gordie Howe (103) und Bobby Hull (107) knapp schafften, waren Phil Espositos 126 Punkte ein echter Meilenstein. Gordie Howe schaffte während der Saison sein NHL-Tor Nummer 700. Obwohl fast ein Jahr jünger als Howe, hatte der einstige All-Star-Goalie Jacques Plante vor ein paar Jahren die Schlittschuhe an den Nagel gehängt. Mittlerweile 40 Jahre alt, ließ er sich doch noch einmal zu einer Rückkehr auf die große Bühne überreden. Gemeinsam mit dem 38-jährigen Glenn Hall führte er die St. Louis Blues ins Stanley-Cup-Finale und gewann seine siebte Vezina Trophy.

## Reguläre Saison

### Abschlusstabellen
Abkürzungen: W = Siege, L = Niederlagen, T = Unentschieden, GF= Erzielte Tore, GA = Gegentore, Pts = Punkte
| East Division       | W  | L  | T  | GF  | GA  | Pts |
| ------------------- | -- | -- | -- | --- | --- | --- |
| Montréal Canadiens  | 46 | 19 | 11 | 271 | 202 | 103 |
| Boston Bruins       | 42 | 18 | 16 | 303 | 221 | 100 |
| New York Rangers    | 41 | 26 | 9  | 231 | 196 | 91  |
| Toronto Maple Leafs | 35 | 26 | 15 | 234 | 217 | 85  |
| Detroit Red Wings   | 33 | 31 | 12 | 239 | 221 | 78  |
| Chicago Blackhawks  | 34 | 33 | 9  | 280 | 246 | 77  |

| West Division         | W   | L  | T  | GF  | GA  | Pts |
| --------------------- | --- | -- | -- | --- | --- | --- |
| St. Louis Blues       | 37  | 25 | 14 | 204 | 157 | 88  |
| Oakland Seals         | 29  | 36 | 11 | 219 | 251 | 69  |
| Philadelphia Flyers   | 20  | 35 | 21 | 174 | 225 | 61  |
| Los Angeles Kings     | 24  | 42 | 10 | 185 | 260 | 58  |
| Pittsburgh Penguins   | 20  | 45 | 11 | 189 | 252 | 51  |
| Minnesota North Stars | 1 8 | 43 | 15 | 189 | 270 | 51  |

### Beste Scorer
Abkürzungen: GP = Spiele, G = Tore, A = Assists, Pts = Punkte
| Spieler         | Team       | GP | G  | A  | Pts |
| --------------- | ---------- | -- | -- | -- | --- |
| Phil Esposito   | Boston     | 74 | 49 | 77 | 126 |
| Bobby Hull      | Chicago    | 74 | 58 | 49 | 107 |
| Gordie Howe     | Detroit    | 76 | 44 | 59 | 103 |
| Stan Mikita     | Chicago    | 74 | 30 | 67 | 97  |
| Ken Hodge       | Boston     | 75 | 45 | 45 | 90  |
| Yvan Cournoyer  | Montreal   | 76 | 43 | 44 | 87  |
| Alex Delvecchio | Detroit    | 72 | 25 | 58 | 83  |
| Red Berenson    | St. Louis  | 76 | 35 | 47 | 82  |
| Jean Béliveau   | Montreal   | 69 | 33 | 49 | 82  |
| Frank Mahovlich | Detroit    | 76 | 49 | 29 | 78  |
| Jean Ratelle    | NY Rangers | 75 | 32 | 46 | 78  |

## Stanley-Cup-Playoffs
| Viertelfinale | Viertelfinale         | Viertelfinale     |    |                       | Halbfinale | Halbfinale | Halbfinale |  |  | Stanley-Cup-Finale | Stanley-Cup-Finale | Stanley-Cup-Finale |
|               |                       |                   |    |                       |            |            |            |  |  |                    |                    |                    |
| E1            | Canadiens de Montréal | 4                 |    |                       |            |            |            |  |  |                    |                    |                    |
| E3            | New York Rangers      | 0                 |    |                       |            |            |            |  |  |                    |                    |                    |
| E3            | New York Rangers      | 0                 | E1 | Canadiens de Montréal | 4          |            |            |  |  |                    |                    |                    |
|               |                       |                   | E1 | Canadiens de Montréal | 4          |            |            |  |  |                    |                    |                    |
|               | E2                    | Boston Bruins     | 2  |                       |            |            |            |  |  |                    |                    |                    |
| E2            | E2                    | Boston Bruins     | 2  | Boston Bruins         | 4          |            |            |  |  |                    |                    |                    |
| E2            |                       |                   |    | Boston Bruins         | 4          |            |            |  |  |                    |                    |                    |
| E4            | Toronto Maple Leafs   | 0                 |    |                       |            |            |            |  |  |                    |                    |                    |
| E4            | Toronto Maple Leafs   | 0                 | E1 | Canadiens de Montréal | 4          |            |            |  |  |                    |                    |                    |
|               |                       |                   |    | Canadiens de Montréal | 4          |            |            |  |  |                    |                    |                    |
|               | W1                    | St. Louis Blues   | 0  |                       |            |            |            |  |  |                    |                    |                    |
| W1            | W1                    | St. Louis Blues   | 0  | St. Louis Blues       | 4          |            |            |  |  |                    |                    |                    |
| W1            |                       |                   |    | St. Louis Blues       | 4          |            |            |  |  |                    |                    |                    |
| W3            | Philadelphia Flyers   | 0                 |    |                       |            |            |            |  |  |                    |                    |                    |
| W3            | Philadelphia Flyers   | 0                 | W1 | St. Louis Blues       | 4          |            |            |  |  |                    |                    |                    |
|               |                       |                   | W1 | St. Louis Blues       | 4          |            |            |  |  |                    |                    |                    |
|               | W4                    | Los Angeles Kings | 0  |                       |            |            |            |  |  |                    |                    |                    |
| W2            | W4                    | Los Angeles Kings | 0  | Oakland Seals         | 3          |            |            |  |  |                    |                    |                    |
| W2            |                       |                   |    | Oakland Seals         | 3          |            |            |  |  |                    |                    |                    |
| W4            | Los Angeles Kings     | 4                 |    |                       |            |            |            |  |  |                    |                    |                    |

## NHL-Auszeichnungen
| Art Ross Trophy:                | Phil Esposito, Boston Bruins                 |
| Hart Memorial Trophy:           | Phil Esposito, Boston Bruins                 |
| Lady Byng Memorial Trophy:      | Alex Delvecchio, Detroit Red Wings           |
| Vezina Trophy:                  | Glenn Hall & Jacques Plante, St. Louis Blues |
| Calder Memorial Trophy:         | Danny Grant, Minnesota North Stars           |
| James Norris Memorial Trophy:   | Bobby Orr, Boston Bruins                     |
| Bill Masterton Memorial Trophy: | Ted Hampson, Oakland Seals                   |
| NHL Plus/Minus Award:           | Bobby Orr, Boston Bruins                     |
| Lester Patrick Trophy:          | Robert M. Hull, Edward J. Jeremiah           |